# Pterolophia simulata
Pterolophia simulata là một loài bọ cánh cứng trong họ Cerambycidae.